# Tripsacum dactyloides
Tripsacum dactyloides là một loài thực vật có hoa trong họ Hòa thảo. Loài này được (L.) L. miêu tả khoa học đầu tiên năm 1759.

## Hình ảnh

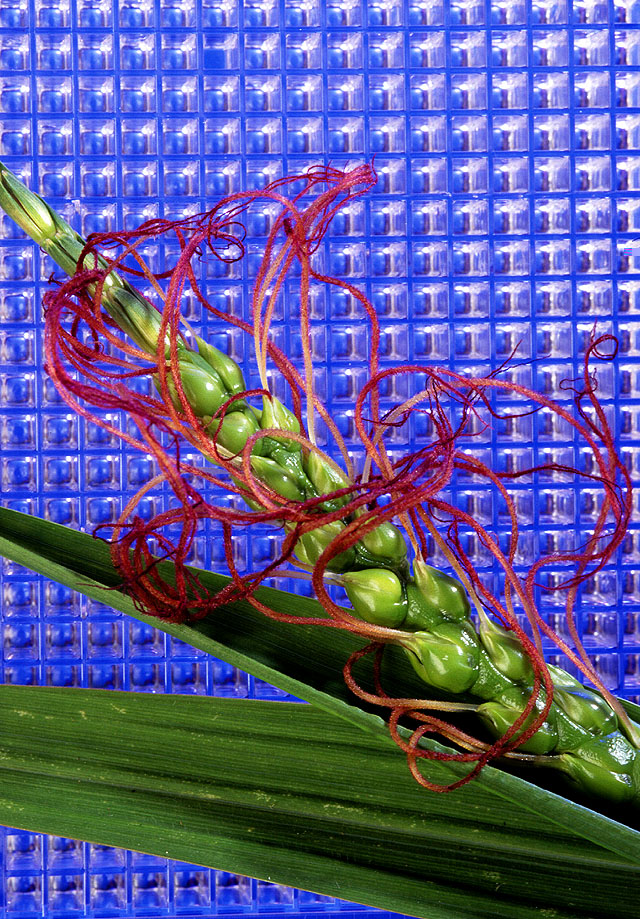
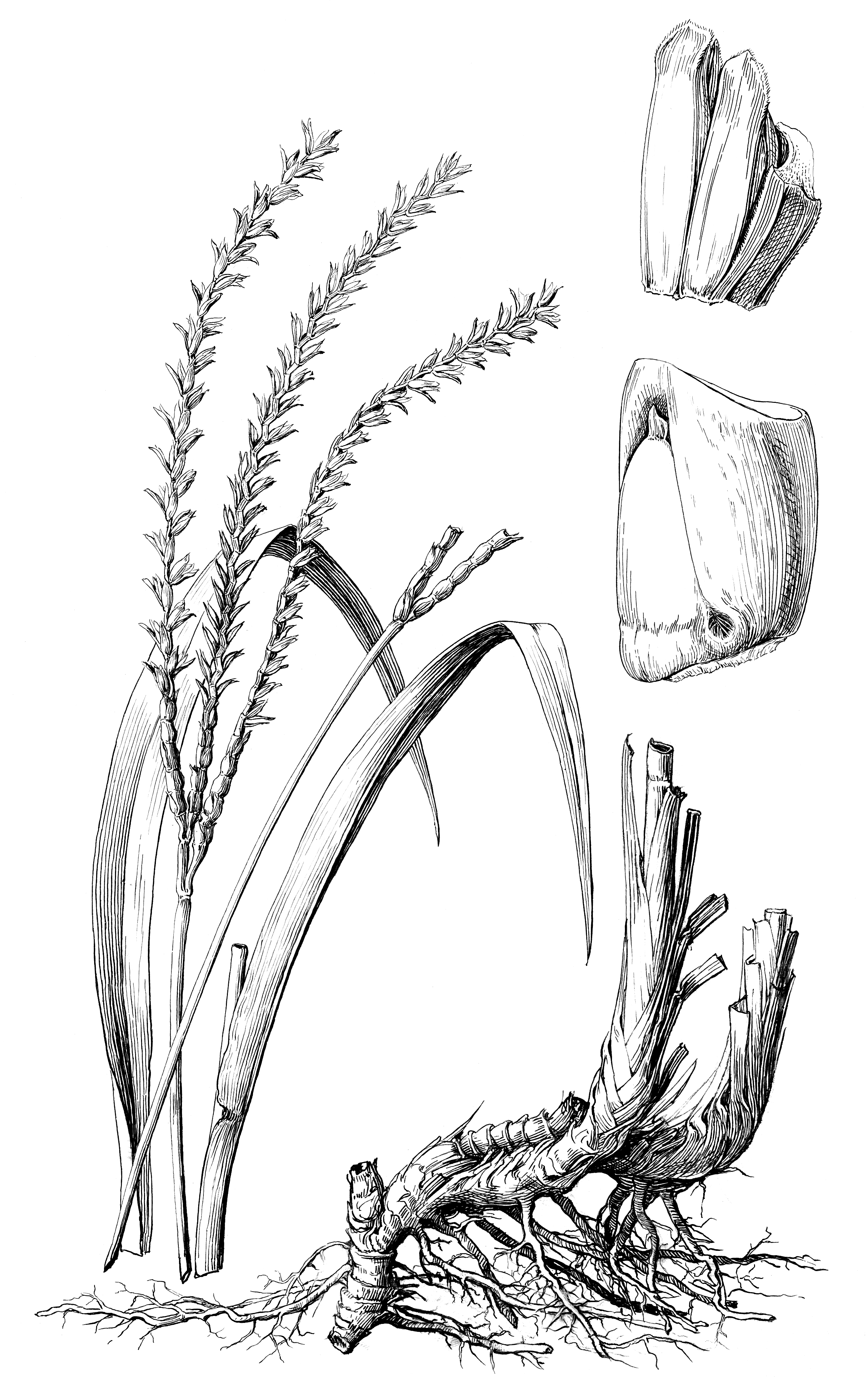
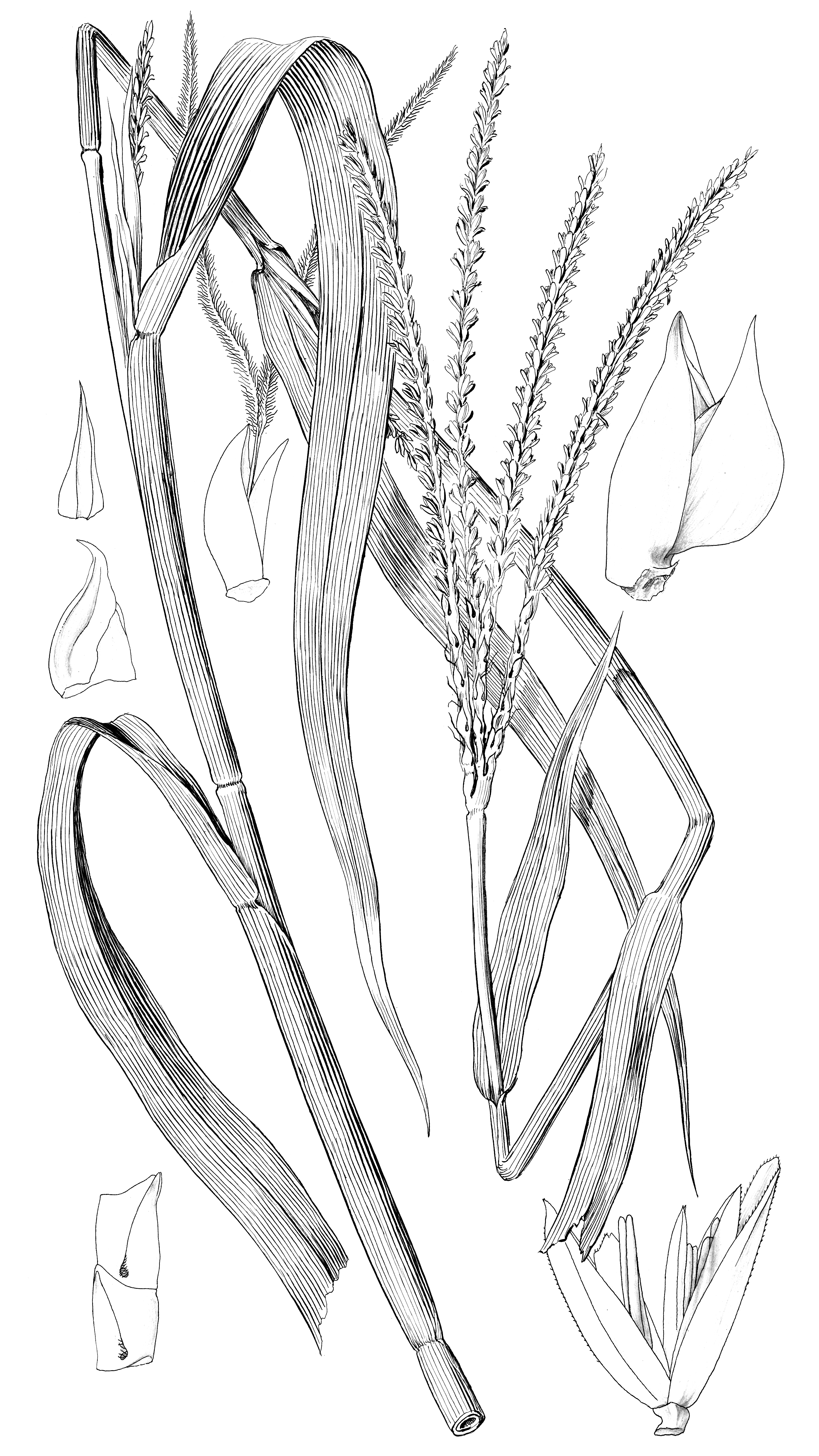
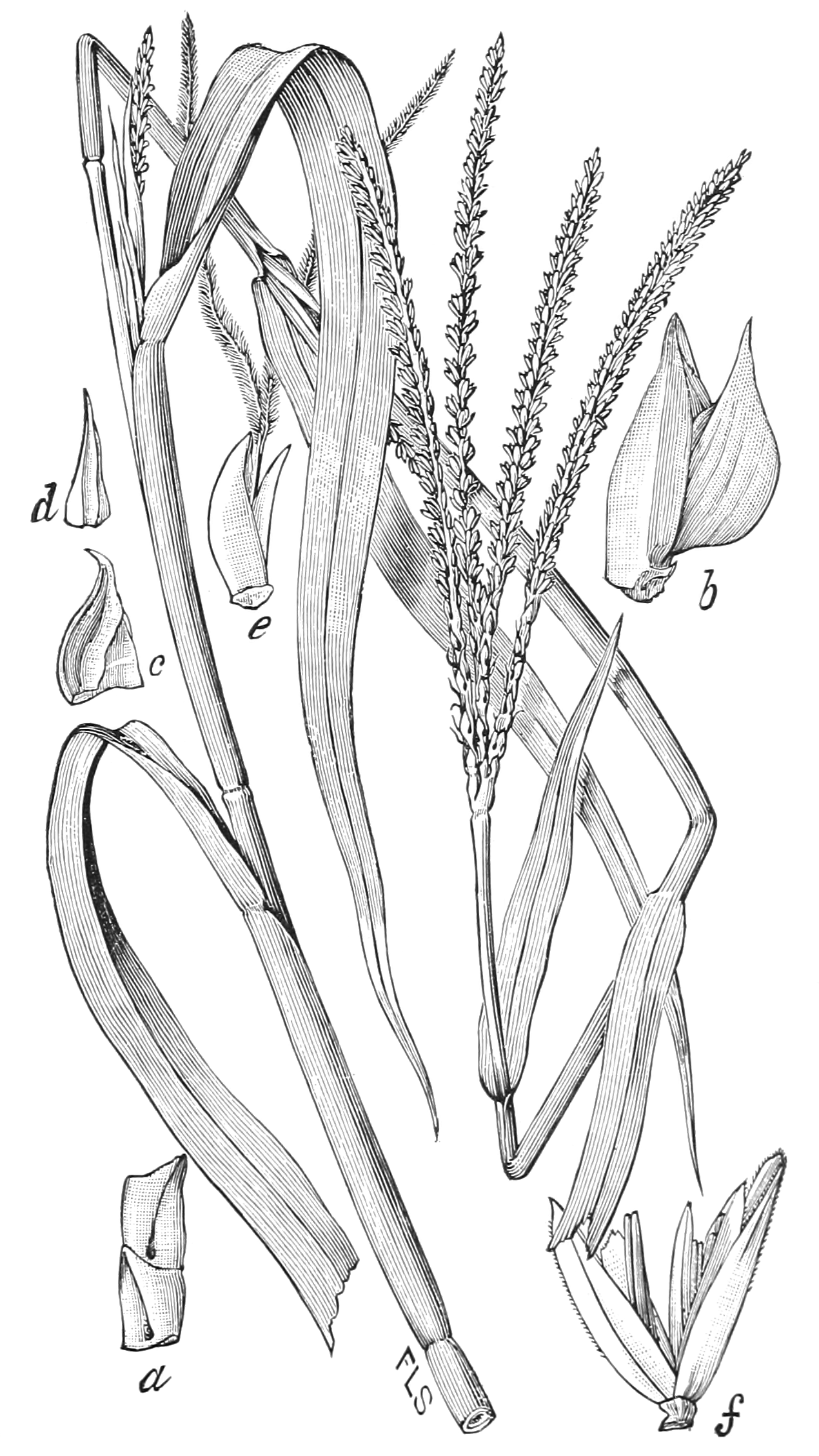